# بلوكو
بلوكو هو اتحاد بقيادة تود بولي، وكليرليك كابيتال، ومارك والتر، وهانزورج ويس. تم تأسيس المجموعة كأداة استثمارية للاستحواذ على نادي تشيلسي لكرة القدم في الدوري الإنجليزي الممتاز في عام 2022. اسمها مشتق من اللون الأساسي لنادي تشيلسي، نادي كرة القدم الرائد، وهي بمثابة الشركة الأم للنادي.